# Praelibitia
Praelibitia is een geslacht van hooiwagens uit de familie Cosmetidae.
De wetenschappelijke naam Praelibitia is voor het eerst geldig gepubliceerd door Roewer in 1956. 

## Soorten
Praelibitia is monotypisch en omvat slechts de volgende soort:
- Praelibitia titicaca